# Марго Кидер
Маргарет Раф Кидер (енгл. Margot Kidder; Јелоунајф, 17. октобар 1948 — Ливингстон, 13. мај 2018), позната као Марго Кидер, била је канадско-америчка глумица и активиста. Широј јавности постала је позната 1978. године, када је добила улогу новинарке Луис Лејн у филму Супермен.
Преминула је 13. маја 2018. године у Ливингстону.

## Филмографија
| Улоге Марго Кидер |                 |               |                 |          |
| Година            | Српски назив    | Изворни назив | Улога           | Напомена |
| 2009.             | Ноћ вештица 2   |               | Барбара Колијер |          |
| 1987.             | Супермен 4      |               | Лоис Лејн       |          |
| 1983.             | Супермен 3      |               | Лоис Лејн       |          |
| 1981.             | Супермен 2      |               | Лоис Лејн       |          |
| 1979.             | Амитвилски ужас |               | Кети Луц        |          |
| 1978.             | Супермен        |               | Лоис Лејн       |          |
| 1974.             | Црни Божић      |               | Барбара Корд    |          |